# Krzysztof Gierałtowski
Krzysztof Bogdan Gierałtowski (ur. 10 sierpnia 1938 w Warszawie) – polski fotograf.

## Życiorys
Kształcił się początkowo w Akademiach Medycznych w Gdańsku (1956–1958) i Warszawie (1958–1960). W 1964 został absolwentem Państwowej Wyższej Szkoły Filmowej, Telewizyjnej i Teatralnej w Łodzi. Na początku lat 60. zajął się fotografowaniem, a także wystawianiem swoich prac. Był współpracownikiem różnych periodyków, takich jak „Ty i Ja” (1967–1973), „Perspektywy” (1971–1972), „Razem” (1977–1978), „itd” (1978–1981), „Twój Styl” (1994–1998). W 1996 założył własną Galerię/Studio Gierałtowskiego. Zajął się również realizacją kampanii reklamowych, organizacją konkursów fotograficznych, wydawaniem albumów. Został członkiem m.in. Związku Polskich Artystów Fotografików oraz Stowarzyszenia Autorów ZAiKS.
Jest autorem portretów ludzi polskiej kultury, nauki i polityki, twórcą wielotysięcznej kolekcji Polacy, portrety współczesne. Jego pracy artystycznej został poświęcony film dokumentalny Polacy, Polacy w reżyserii Borysa Lankosza (2002).

## Odznaczenia i wyróżnienia
- Krzyż Oficerski Orderu Odrodzenia Polski (2013)[3]
- Srebrny Medal „Zasłużony Kulturze Gloria Artis” (2007)[4]
- Odznaka Honorowa „Bene Merito” (2014)[5]
- Nagroda im. Cypriana Kamila Norwida (2011)[1]
- Doroczna Nagroda Ministra Kultury i Dziedzictwa Narodowego (2013)[1]
- Nagroda specjalna ZAiKS-u (2016)[6]
- Nagroda 100-lecia ZAiKS-u (2018)
- Członkostwo honorowe i nagroda specjalna ZAiKS-u (2020)[6]